# Calycomyza ipomaeae
Calycomyza ipomaeae är en tvåvingeart som beskrevs av Frost 1931. Calycomyza ipomaeae ingår i släktet Calycomyza och familjen minerarflugor. Inga underarter finns listade i Catalogue of Life.